# Мисс супранешнл 2009
Мисс Супранешнл 2009 (англ. Miss Supranational 2009) — 1-й ежегодный конкурс красоты, проводился 5 сентября 2009 года в Amfiteatr w Płocku, Плоцк, Польша. За победу на нём соревновалось 36 претенденток. Победительницей стала представительница Украины, Оксана Мория.

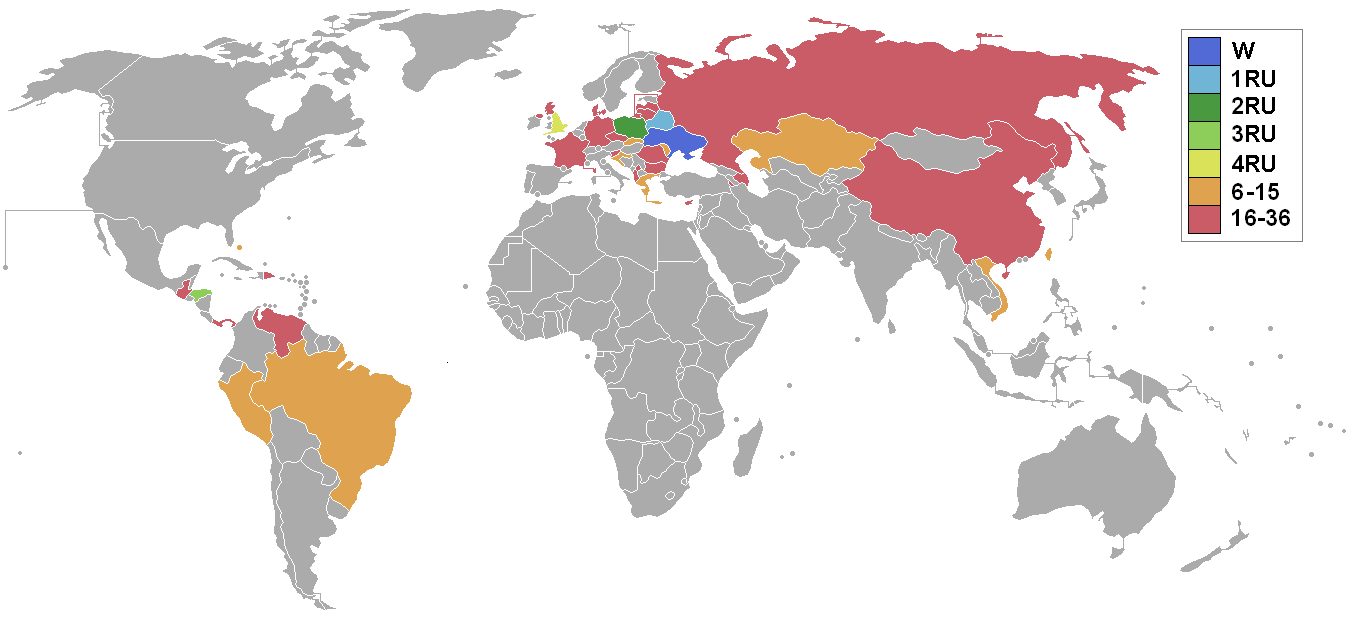
Страны-участницы конкурса «Мисс Супранешнл» — 2009

## Результаты
| Итоговый результат   | Участница |
| -------------------- | --- |
| Мисс Супранешнл 2009 | - Украина — Оксана Моря |
| 1-я Вице-мисс        | - Беларусь — Марина Лепеша |
| 2-я Вице-мисс        | - Польша — Клаудия Унгерман |
| 3-я Вице-мисс        | - Гондурас — Рут Алеман Альварадо |
| 4-я Вице-мисс        | - Англия — Аманда Лилиан Болл |
| Топ 15               | - Словакия — Линда Мошатова - Бразилия — Карин Луиза Осорио Пирес - Греция — Димитра Александраки - Китайская Республика — Лю Сяо - Казахстан — Алина Шептунова - Перу — Жизела Кава Акуна - Багамские Острова — Кендра Уилкинсон - Хорватия — Андрей Кавлович - Молдова — Ана Веласко - Вьетнам — Чунг Шу Куин |

## Континентальные королевы красоты
| Континент      | Участница                             |
| -------------- | ------------------------------------- |
| Америка        | - Бразилия — Карин Луиза Осорио Пирес |
| Азия и Океания | - Китайская Республика — Лю Сяо       |
| Европа         | - Словакия — Линда Мошатова           |

## Специальные награды
| Итоговый результат         | Победительница                          |
| -------------------------- | --------------------------------------- |
| Мисс Элегантность          | - Дания — Жозефина Бергслер Хельдбрандт |
| Мисс Фотогеничность        | - Украина — Оксана Мория                |
| Мисс Интернет              | - Вьетнам — Чунг Шу Куин                |
| Мисс Дружба                | - Багамские Острова — Кендра Уилкинсон  |
| Мисс Личность              | - Багамские Острова — Кендра Уилкинсон  |
| Мисс Талант                | - Албания — Борана Калерни              |
| Мисс Топ Модель            | - Россия — Наталья Королева             |
| Лучшее тело                | - Англия — Аманда Лилиан Болл           |
| Лучший национальный костюм | - Вьетнам — Чунг Шу Куин                |

## Участницы
| Страна                   | Участница                     | Возраст | Рост (cm) | Родной город/регион |
| ------------------------ | ----------------------------- | ------- | --------- | ------------------- |
| Албания                  | Борана Калеми                 | 18      | 174       | Тирана              |
| Англия                   | Аманда Лилиан Болл            | 19      | 177       | Ливерпуль           |
| Азербайджан              | Диана Чернова                 | 23      | 171       | Баку                |
| Багамские Острова        | Кендра Деметрия Викинсон      | 20      | 183       | Нассау              |
| Беларусь                 | Марина Лепеша                 | 21      | 177       | Минск               |
| Бразилия                 | Карин Луиза Осорио Пирес      | 20      | 179       | Понта-Гроса         |
| Болгария                 | Мирена Георгиева              | 22      | 177       | Бургас              |
| Китай                    | Джун Ши                       | 21      | 180       | Пекин               |
| Хорватия                 | Андрея Цавлович               | 21      | 175       | Бьеловар            |
| Кипр                     | Неранцула Эммануилиду         | 23      | 173       | Никосия             |
| Чехия                    | Анета Зелена                  | 18      | 173       | Простеёв            |
| Дания                    | Жозефина Бергслер Хельдбрандт | 17      | 171       | Holte               |
| Доминиканская Республика | Кирсис Селестино Жан          | 20      | 175       | Санто-Доминго       |
| Франция                  | Дженнифер Таук                | 22      | 170       | Страсбург           |
| Греция                   | Димитра Александраки          | 19      | 174       | Афины               |
| Гватемала                | Эвелин Сусет Арреага Маррокен | 25      | 175       | Гватемала           |
| Гондурас                 | Рут Алеман Альварадо          | 21      | 174       | Сан-Педро-Сула      |
| Северная Ирландия        | Сара Марто                    | 17      | 175       | Манчестер           |
| Казахстан                | Алина Шептунова               | 20      | 175       | Астана              |
| Республика Косово        | Джеона Красники               | 17      | 177       | Приштина            |
| Литва                    | Эрнеста Мазулите              | 21      | 172       | Вильнюс             |
| Латвия                   | Анастасия Бегеба              | 18      | 180       | Рига                |
| Молдова                  | Ана Велеско                   | 20      | 173       | Галац               |
| Германия                 | Шкипе Кадриу                  | 23      | 171       | Берлин              |
| Панама                   | Сильвия Онеида Акоста         | 24      | 175       | Сан-Педро-Сула      |
| Перу                     | Нэнси Гизелла Кава Акуна      | 20      | 178       | Трухильо            |
| Польша                   | Клаудия Мария Унгерман        | 20      | 179       | Wysiedle            |
| Россия                   | Наталья Королева              | 20      | 178       | Москва              |
| Румыния                  | Анка Васю                     | 19      | 179       | Бухарест            |
| Словакия                 | Линда Мошатова                | 20      | 178       | Ludanice            |
| Словения                 | Ванеса Стефановски            | 19      | 175       | Марибор             |
| Шотландия                | Анастасия Михалдес            | 18      | 174       | Колчестер           |
| Китайская Республика     | Лю Сяо                        | 23      | 178       | Тайбэй              |
| Украина                  | Оксана Мория                  | 20      | 177       | Днепропетровск      |
| Венесуэла                | Сильвия Менезес               | 20      | 178       | Каракас             |
| Вьетнам                  | Чунг Шу Куин                  | 22      | 174       | Хошимин             |

## Примечание
Страны, которые выбрали участниц, но позже снялись с соревнований
- Эквадор — Мирели Барзола
- Ирландия — Александар Гамильтон
- Уэльс — Зара Мэнсфилд